# Orontes
El río Orontes o río Asi (en árabe: نهر العاصي‎, Nahr al-`Assi, «el río rebelde», que fluye al revés; en turco: Asi Nehri), es un río trasnacional del Asia Occidental,  que corre por la región del Oriente Próximo. 
Nace en la parte central del Líbano, atraviesa Siria y fluye hacia el oeste por el sureste de Turquía, en la provincia de Hatay (una región reivindicada por Siria) hasta desembocar en el mar Mediterráneo en el golfo de Alejandreta, cerca del puerto de Samandağ. Tiene una longitud de 571 km (otras fuentes le atribuyen 400-450 km, siendo difícil de estimar ya que tiene un tramo con muchos meandros) y su caudal natural (al norte del valle de la Bekaa) es de 420 millones de m³/año (1,1 millones de m³/año en su boca).

## Geografía

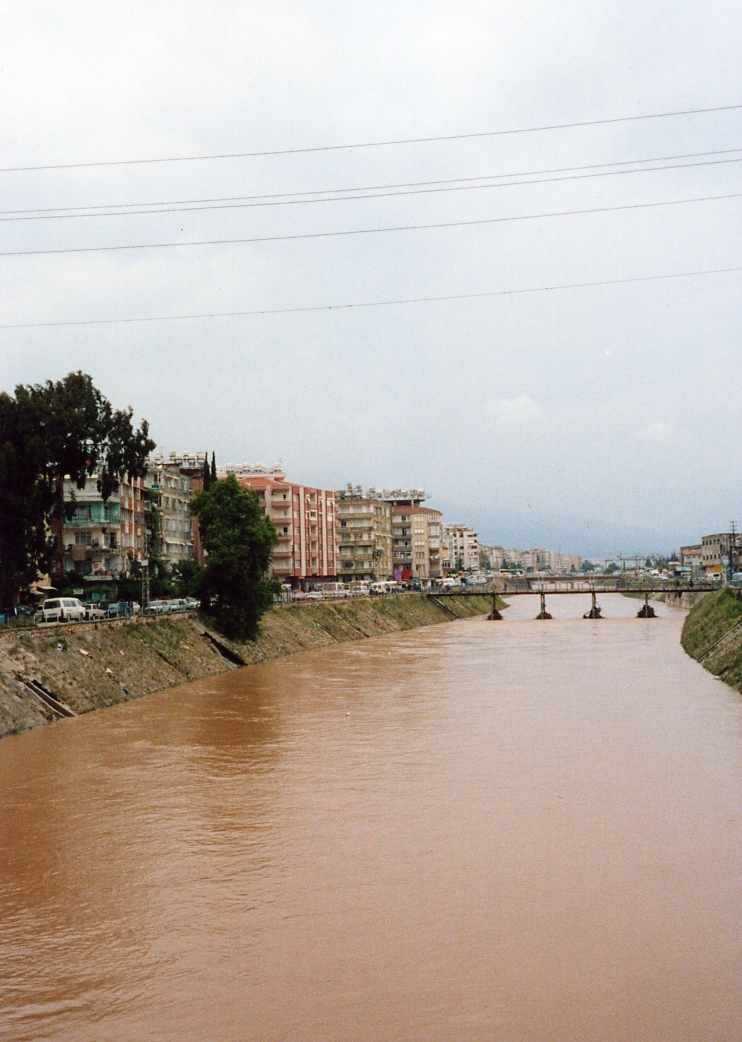
El Orontes crecido a su paso por Antioquía.

El río Orontes nace en la zona libanesa de las montañas del Antilíbano, en la zona oriental del valle de la Bekaa, a menos de 50 km en línea recta del mar Mediterráneo, del que le separa la cordillera del Líbano. Con el nombre de río Asi se dirige de sur a norte a través del oeste de Siria hasta alcanzar Turquía, donde, tras girar hacia el oeste, desemboca en el mar Mediterráneo al norte de Antioquía, en el golfo de Alejandreta. 
El río no es navegable, si bien es fundamental para la irrigación, sobre todo en Siria. Las marismas existentes en la parte media de su cauce han sido drenadas para así obtener nuevas tierras destinadas al cultivo. En su curso medio, entre Homs y Hama, el río discurre por la llanura siria próxima al Mediterráneo, la cual es irrigada mediante norias fluviales que extraen agua del río. Después atraviesa una zona montañosa donde recibe numerosos afluentes y gira hacia el este para entrar en la llanura aluvial de Antioquía, en Turquía, y desemboca en el Mediterráneo.

## Historia
Es un río importante no solo desde el punto de vista geográfico, al ser su valle una importante arteria de comunicación entre el sur y el norte del antiguo Canaán, en una zona mayoritariamente montañosa, sino también desde el punto de vista histórico. Tradicionalmente el río Orontes (denominado también Draco, Typhon o Axius) es considerado como el límite septentrional de Canaán y del área de influencia fenicia. Cerca del río tuvo lugar la célebre batalla de Qadesh, una de las primeras batallas de las que se tiene constancia en la Historia (1274 a. C.).